# ダーシー・ド・ネイス男爵
ダーシー・ド・ネイス男爵（英語: Baron Darcy de Knayth）は、1332年に創設されたイングランド貴族の男爵位である。初代男爵はジョン・ダーシー(c.1290–1347)で、継承資格は初代男爵の男女両系の相続人(heirs general)と定められた。
6代男爵フィリップ・ダーシー(1397–1418)が死去すると、爵位は2人の娘の間で停止状態になったが、1641年に国王チャールズ1世の決定により、コンヤーズ・ダーシー(1570–1654)が爵位を継承して7代男爵になった。コンヤーズはコンヤーズ男爵位の継承に対しても請願を行って認められた。このときの特許状では両爵位ともに継承資格を男系子孫(heirs male)に限定されたが、貴族院の特権監督委員会による1903年の裁決では1641年の特許状が停止状態の解消のみを決定し、継承資格は男女両系の相続人(heirs general)のままであると判定された。
7代男爵の息子にあたる8代男爵コンヤーズ・ダーシー(?–1689)は1682年にホルダーネス伯爵に叙され、以降ダーシー・ド・ネイス男爵位はホルダーネス伯爵の従属爵位となった。4代伯爵（11代男爵）ロバート・ダーシー(1718-1778)の死去に伴いホルダーネス伯爵位は廃絶するが、4代男爵の娘アメリア・オズボーン(1754–1784)がダーシー・ド・ネイス男爵位の継承を主張した。アメリアは短期間ながらカーマーゼン侯爵フランシス・オズボーン(1751–1799)（後の第5代リーズ公爵）と結婚しており、2人の間の息子である第6代リーズ公爵ジョージ・オズボーン(1775–1838)がデ・ジュリ（法律上）の第13代男爵になった。
1859年に第7代リーズ公爵フランシス・ダーシー＝オズボーン(1798–1859)が死去すると、ダーシー・ド・ネイス男爵位とコンヤーズ男爵位はリーズ公爵位から分離した。7代公爵の長女の長男サックヴィル・レーン＝フォックス(1827–1888)が両男爵位の継承を主張したが、1888年に彼が死去すると両男爵位は再び停止状態になった。コンヤーズ男爵位の停止は1892年にレイン＝フォックスの長女ヤーバラ伯爵夫人マーシア・ペラム(1863–1926)による継承が認められたことで解消され、ダーシー・ド・ネイス男爵位の停止は1903年9月29日にレイン＝フォックスの次女ポウィス伯爵夫人ヴァイオレット・ハーバート(1865–1929)による継承が認められたことで解消された。

## ダーシー・ド・ネイス男爵（1322年創設）
- 初代ダーシー・ド・ネイス男爵ジョン・ダーシー（英語版）（1347年没）
- 第2代ダーシー・ド・ネイス男爵ジョン・ダーシー（1317年 – 1356年）
- 第3代ダーシー・ド・ネイス男爵ジョン・ダーシー（1351年 – 1362年）
- 第4代ダーシー・ド・ネイス男爵フィリップ・ダーシー（1341年 – 1398年）
- 第5代ダーシー・ド・ネイス男爵ジョン・ダーシー（1376年 – 1411年）
- 第6代ダーシー・ド・ネイス男爵フィリップ・ダーシー（1397年 – 1418年） - 死去に伴い爵位が6代男爵の娘2人の間で停止：
  - エリザベス・ダーシー - サー・ジェームズ・ストレンジウェイズ（英語版）と結婚
  - マーガレット・ダーシー - サー・ジョン・コンヤーズ・オブ・ホーンビー（Sir John Conyers of Hornby）と結婚。2人の孫初代コンヤーズ男爵ウィリアム・コンヤーズ（英語版）が7代ダーシー・ド・ネイス男爵の先祖にあたる
- 第7代ダーシー・ド・ネイス男爵コンヤーズ・ダーシー（英語版）（1570年 – 1654年） - 1641年、停止状態が解消
- 初代ホルダーネス伯爵・第8代ダーシー・ド・ネイス男爵コンヤーズ・ダーシー（英語版）（1689年没）
- 第2代ホルダーネス伯爵・第9代ダーシー・ド・ネイス男爵コンヤーズ・ダーシー（英語版）（1620年頃 – 1692年）
- 第3代ホルダーネス伯爵・第10代ダーシー・ド・ネイス男爵ロバート・ダーシー（1681年 – 1722年）
- 第4代ホルダーネス伯爵・第11代ダーシー・ド・ネイス男爵ロバート・ダーシー（1718年 – 1778年） - 死去に伴いホルダーネス伯爵位廃絶、ダーシー・ド・ネイス男爵位休止
- 法律上の第12代ダーシー・ド・ネイス女男爵アメリア・オズボーン（旧姓ダーシー、1754年 – 1784年）
- 第6代リーズ公爵・法律上の第13代ダーシー・ド・ネイス男爵ジョージ・ウィリアム・フレデリック・オズボーン（1775年 – 1838年）
- 第7代リーズ公爵・法律上の第14代ダーシー・ド・ネイス男爵フランシス・ゴドルフィン・ダーシー＝オズボーン（1798年 – 1859年）
- 第12代コンヤーズ男爵・法律上の第15代ダーシー・ド・ネイス男爵サックヴィル・レーン＝フォックス（1827年 – 1888年） - 1888年、爵位停止
- 第16代ダーシー・ド・ネイス男爵ヴァイオレット・アイダ・エヴリン・ハーバート（英語版）（1865年 – 1929年） - 1903年、停止および休止状態解消
- 第17代ダーシー・ド・ネイス男爵マーヴィン・ホレイショ・ハーバート（英語版）（1904年 – 1943年）
- 第18代ダーシー・ド・ネイス女男爵ダヴィナ・マーシア・イングラムス（英語版）（1938年 – 2008年）
- 第19代ダーシー・ド・ネイス男爵カスパー・デイヴィッド・イングラムス（1962年 – ）[1]
  - 法定推定相続人は19代男爵の長男トマス・ルパート・イングラムス閣下（Hon. Thomas Rupert Ingrams、1999年 – ）[1]。